# Brian Howe
Brian Howe (Portsmouth, 22 luglio 1953 – Lake Placid, 6 maggio 2020) è stato un cantautore e polistrumentista britannico, conosciuto per aver rimpiazzato Paul Rodgers come cantante nei Bad Company.
La carriera di Howe iniziò nel 1983, quando l'artista venne contattato da Ted Nugent per cantare sull'album Penetrator e per prendere parte al successivo tour mondiale.

## Discografia

### Con Ted Nugent
- 1984 - Penetrator

### Con i Bad Company
- 1986 - Fame and Fortune
- 1988 - Dangerous Age
- 1990 - Holy Water
- 1992 - Here Comes Trouble
- 1993 - What You Hear Is What You Get: The Best of Bad Company (album live)

### Da solista
- 2003 - Touch
- 2010 - Circus Bar